# Acarocybe
Acarocybe är ett släkte av svampar. Acarocybe ingår i divisionen sporsäcksvampar och riket svampar.